# Sauris lobata
Sauris lobata är en fjärilsart som beskrevs av W. Warren 1896. Sauris lobata ingår i släktet Sauris och familjen mätare. Inga underarter finns listade.